# Аранго, Хосе Агустин
Хосе Агустин Аранго Ремон (исп. José Agustín Arango Remon, 24 февраля 1841, Панама — 10 мая 1909, там же) — колумбийский и панамский политик, организатор отделения Панамы от Колумбии.

## Биография
Родился в семье иммигранта с Кубы Хосе Агустина Аранго-и-Рамиреса и панамки Томасы Ремон. Получил юридическое образование, работал в Панамской железнодорожной компании. В марте 1903 года был назначен представителем Департамента Панама в Конгрессе Колумбии. Когда Конгресс стал обсуждать Договор Хэя—Эррана был одним из основных сторонников его ратификации. Когда стало ясно, что Конгресс, скорее всего, не станет проголосует за договор, он принял решения не участвовать в продолжении сессии, а остаться в родной Панаме.
С июня 1903 года он начал неформальные встречи с членами своей семьи, обсуждая, что можно будет сделать если Конгресс не ратифицирует договор. Один из руководителей железнодорожной компании помог ему наладить контакт с США. 12 августа Конгресс отверг договор, в ответ Хосе Агустин Аранго организовал Революционную Хунту, а 4 ноября 1903 года стал президентом Временной правящей хунты, которая объявила об отделении Панамы от Колумбии и управляла страной до 19 февраля 1904 года. 
В 1907 году был назначен послом в США. Когда в 1908 году Хосе Доминго де Обальдия был избран президентом страны — стал primer Designado (лицом, исполняющим обязанности президента страны в случае его отсутствия или невозможности исполнять обязанности), а также до конца жизни занимал пост министра иностранных дел.